# Lepidodactylus lombocensis
Lepidodactylus lombocensis là một loài thằn lằn trong họ Gekkonidae. Loài này được Mertens mô tả khoa học đầu tiên năm 1929.